# عرض خرزة تشانكة
عرض خرزة تشانكة (بالإنجليزية: Canga's bead symptom)‏ هو مُصطلحٌ في علم الأشعة، يُعبر عن ظهورٍ غير منتظمٍ لهياكل الرحم أو عقيدات في قناة الرحم، ويلاحظ في المرضى المصابين بالسل التناسلي.
سُميَّ هذا العرض نسبةً إلى طبيب الأمراض النسائية شريف تشانكة (بالتركية: Şerif Çanga)‏ (1906 - 1993)، حيث كان أول من وصفها عام 1971.